# Flávio José
Flávio José Marcelino Remígio (Monteiro, 1 de setembro de 1951) é um cantor, compositor e sanfoneiro brasileiro.
Intérprete de músicas tradicionais do forró pé-de-serra nordestino, seus principais sucessos são "Caboclo Sonhador", "Tareco e Mariola" e "Caia Por Cima de Mim".
Iniciou-se como cantor desde 5 anos de idade e tem como principais influências Luiz Gonzaga e Dominguinhos.
Conhecido como o "Rei do Xote"

## Discografia
- 1977 - Só Confio em Tu
- 1980 - Flávio José e os Tropicais
- 1987 - Flávio José e os Tropicais
- 1988 - Forró Maneiro
- 1989 - Forró Quentura
- 1990 - Recado
- 1991 - Cheiro de Forró
- 1992 - Caboclo Sonhador
- 1993 - Terra Prometida
- 1994 - Nordestino Lutador
- 1995 - Tareco e Mariola
- 1996 - O Melhor de Flávio José
- 1996 - Filho do Dono
- 1997 - Sem Ferrolho e Sem Tramela
- 1998 - A Poeira e a Estrada
- 1999 - Ao Vivo - Sempre
- 1999 - Pra Todo Mundo
- 2000 - Seu Olhar Não Mente
- 2001 - Me Diz Amor
- 2002 - Palavras ao Vento
- 2003 - Cidadão Comum
- 2003 - Acústico
- 2004 - Pra Amar e Ser Feliz
- 2005 - O Poeta Cantador
- 2006 - Tá Bom que Tá Danado!
- 2008 - Dom Cristalino
- 2011 - Tá do Jeito que Eu Queria
- 2012 - Flávio José Canta Luiz Gonzaga
- 2015 - Toque o Pé